# Parc provincial de la Rivière Bleue
Le parc provincial de la Rivière Bleue est un parc naturel situé dans la Province Sud de Nouvelle-Calédonie sur le territoire de la commune de Yaté.

## Géographie

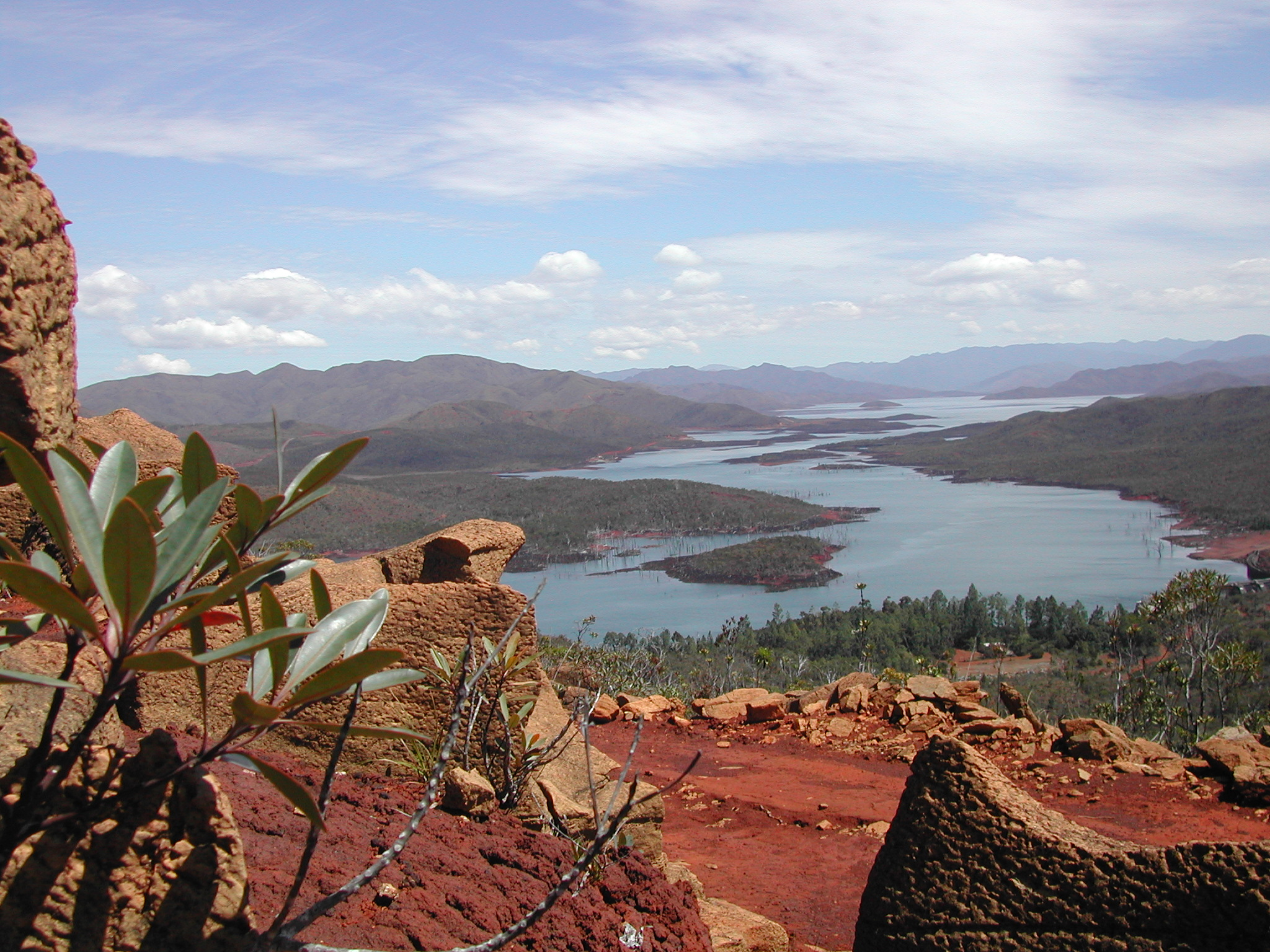
Vue sur le lac de Yaté et une partie du parc

Le parc de la Rivière Bleue se trouve sur le territoire de la commune de Yaté, au sud de la Grande Terre en Nouvelle-Calédonie. Il fait partie d'une réserve de faune plus vaste, celle de la Haute Yaté (15 900 ha). Il couvre les bassins versants des rivières Bleue (qui lui donne son nom), Blanche et du Mois de Mai, deux cours d'eau qui alimentent le lac de Yaté depuis la construction du barrage hydroélectrique de Yaté en 1958. Une partie des rivages et de l'étendue du lac font partie du parc, avec une importante « forêt noyée ». L'altitude varie de 160 à 1 250 mètres.
L'hydrographie et la nature des terrains entraîne la présence de nombreuses cascades, trous d'eau et de marmites de géant dans la vallée de la Rivière Bleue.

## Biodiversité

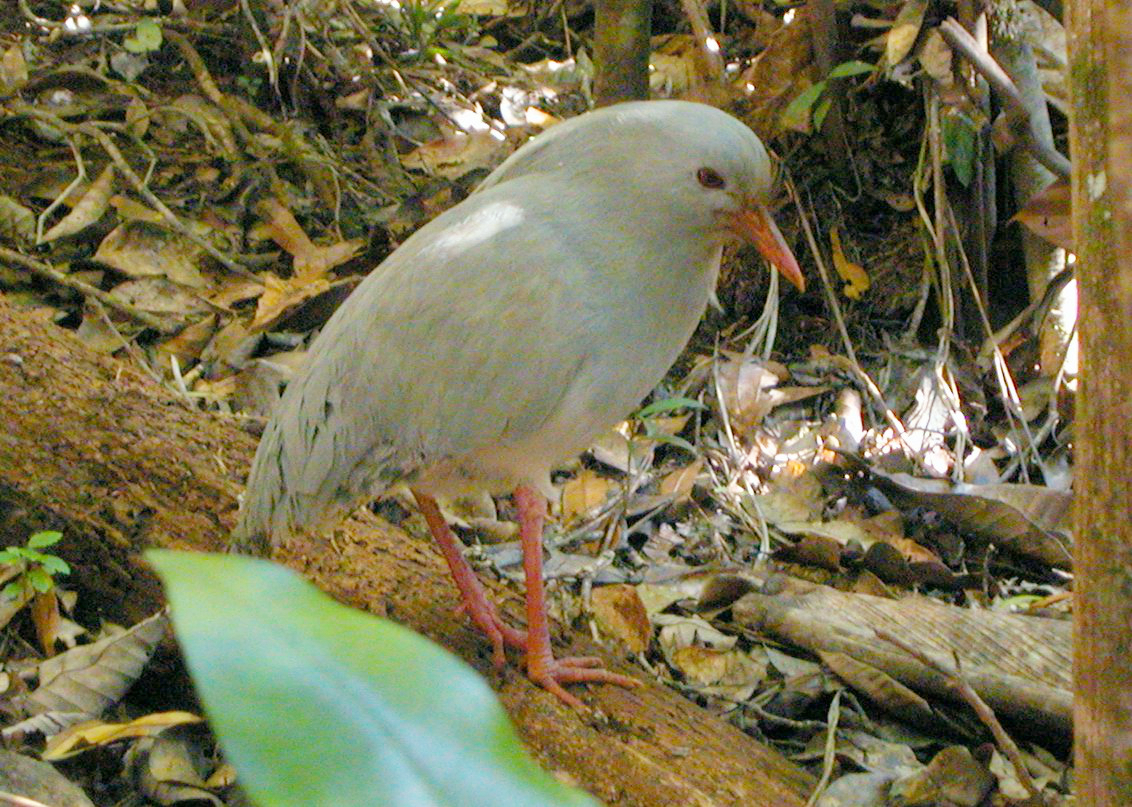
Le cagou dans son habitat naturel, dans le parc.

Le parc concentre deux types de milieux typiques des paysages néo-calédoniens : le maquis minier (sur péridotites) et la forêt humide. Le taux d'endémisme y est très important. Le parc est notamment réputé pour être l'un des derniers endroits où le cagou, espèce protégée devenue un emblème de la Nouvelle-Calédonie, peut être observé dans son habitat naturel (population d'environ 700 individus, soit la plus forte concentration de spécimens sauvages de cette espèce). Parmi les autres espèces endémiques et rares de la faune du parc figurent le méliphage toulou, ainsi que le corbeau calédonien, le notou ou le gecko à crête.
Le parc est également célèbre pour son kaori géant, l'un des plus grands spécimens connus de cette espèce en Nouvelle-Calédonie (2,70 m de diamètre à la base, 40 m de haut), et l'un des plus anciens (environ 1 000 ans). Parmi les autres éléments remarquables de la flore figurent des plantes carnivores (Drosera neocaledonica et Nepenthes vieillardii) ou des orchidées (Megastylis gigas).

## Histoire
L'occupation humaine dans l'espace du parc est ancienne, comme le démontre la présence de pétroglyphes, dans la vallée de la Rivière Bleue. Au début du XXe siècle, l'exploitation forestière et minière (chrome) provoque le développement de certaines infrastructures et ouvrages de génie toujours existants : les restes des 36 km de voie ferrée construits pour transporter des troncs ou du minerai, une locomobile de treuils ou encore le pont Pérignon en bois (chêne gomme imputrescible) qui enjambe le bras du lac alimenté par la Rivière Blanche depuis 1958. La construction du barrage de Yaté la même année a beaucoup modifiée le paysage. Le parc est fondé en 1980 et devient une propriété de la Province Sud à sa création en 1989.

## Loisirs et infrastructures touristiques
La Province Sud a lancé en 1998 un plan d'aménagement et de développement du parc afin de répondre à l'augmentation croissante de la fréquentation, dans le sens de la protection de la nature, d'éducation à l'environnement et de développement touristique.
Une Maison du Parc a ainsi été inaugurée en 2002 à l'entrée du site avec : une salle d'exposition (avec depuis juin 2003 une exposition permanente sur le parc), une bibliothèque, une salle de conférence, une boutique et des locaux d'archivage et d'entreposage. Des aires aménagées pour le camping ou les pique-niques ont été installées le long des cours d'eau, de même qu'un réseau de sentiers pédestres (dont une partie du sentier de grande randonnée NC1) ou cyclables (cyclotourisme et vélo tout terrain). Il est proposé des services de location de vélo et de canoë-kayak (tout particulièrement pour des promenades dans la forêt noyée). Le parc est un espace de plein air très fréquenté notamment par une population locale, tout particulièrement issue du Grand Nouméa.

## Philatélie
Un timbre émis par l'OPT en 2014 et illustré par une photographie de Pierre-Alain Pantz représente la forêt noyée de ce parc.